# Mehmet Günsür
Mehmet Günsür török színész, modell 1975. május 8-án született Isztambulban.
1998-ban a Hamam (Törökfürdő) c. filmben nyújtott alakításáért az Ankarai Nemzetközi Filmfesztiválon a „legígéretesebb férfi színész” kategóriában lett díjazott.
2003-ban a zsűri különdíját kapta az O Şimdi Asker (Ő a hadseregben) c. filmszerep megformálásáért az antalyai Arany Narancs Filmfesztiválon.

## Életrajz
Mehmet Günsür Isztambulban született. Debütálását követően olasz és amerikai filmekben is szerepelt. Olaszul, angolul és franciául is beszél.
A Marmara Egyetem kommunikációs karán tanult.

Legismertebb szerepei: Hamam, O Şimdi Asker és Anlat İstanbul.
2012-től 2014-ig Musztafa herceget (Şehzade Mustafa) alakítja a Szulejmán c. televíziós sorozatban.

## Filmográfia
| Alkotás                        | Szerep         | Év   | Rendezte (megjegyzés)                                               | Magyar hang |
| ------------------------------ | -------------- | ---- | ------------------------------------------------------------------- | ----------- |
| Figli                          | Tipo Sempatico | 2020 |                                                                     |             |
| Martıları Efendisi             | Şenol          | 2017 |                                                                     |             |
| Red Instanbul                  | Yusuf          | 2017 |                                                                     |             |
| Whisper If I Forget            | Tarık          | 2014 |                                                                     |             |
| Aşk Tesadüfleri Sever          | Özgür Turgut   | 2011 | Ömer Faruk Sorak                                                    |             |
| Ses                            | Onur           | 2010 | Ümit Ünal                                                           |             |
| Matrimoni e altri disastri     | Andrea         | 2010 | Nina Di Majo                                                        |             |
| Se chiudi gli occhi            |                | 2008 | Lisa Romano                                                         |             |
| Fall Down Dead                 | Stefan Kerchek | 2007 | Jon Keeyes                                                          |             |
| Anlat İstanbul Isztambul meséi | Rıfkı          | 2005 | Ümit Ünal, Kudret Sabancı, Selim Demirdelen, Yücel Yolcu, Ömür Atay |             |
| Non ci sarebbe niente da fare! |                | 2004 | rövidfilm                                                           |             |
| Stregeria                      |                | 2003 | rövidfilm                                                           |             |
| O Şimdi Asker                  | Nihat Denizer  | 2003 | Mustafa Altıoklar                                                   |             |
| Il papa buono                  | Don Paolo      | 2003 | tv film                                                             |             |
| İtalyan                        | Giorgio        | 2002 |                                                                     |             |
| Tommaso                        | Giovanni       | 2001 | tv film                                                             |             |
| Guida                          | Giovanni       | 2001 | tv film                                                             |             |
| Hayal Kurma Oyunları           |                | 1999 | Yavuz Özkan                                                         |             |
| Törökfürdő                     | Mehmet         | 1997 | Ferzan Özpetek                                                      |             |

| Alkotás                   | Évad      | Szerep                                      | Megjegyzés | Magyar hang    |
| ------------------------- | --------- | ------------------------------------------- | ---------- | -------------- |
| Lea – Un nuovo giorno     | 2022      | Arturo Minerva                              |            |                |
| La Compagnia del Cigno    | 2021      | Teoman Kaya                                 |            |                |
| Atiye ajándéka            | 2019–2021 | Erhan                                       |            |                |
| Fi                        | 2017–2018 | Deniz                                       |            |                |
| Muhteşem Yüzyıl Szulejmán | 2012–2014 | Musztafa herceg (felnőtt) (Şehzade Mustafa) |            | Czető Roland   |
| Bıçak Sırtı               | 2007–2008 | Mehmet Ertuğrul                             |            |                |
| Beyaz Gelincik            | 2005–2006 | Mustafa Aslanbaş                            |            |                |
| Kasırga İnsanları         | 2004      | Sinan                                       |            |                |
| Pilli Bebek               | 2003      | Tank                                        |            |                |
| Don Matteo                | 2001      | Mohammed Achir                              | 11. rész   | Crespo Rodrigo |
| Sır Dosyası               | 1999      | Ayhan                                       |            |                |
| Cahide                    | 1989      |                                             |            |                |
| Geçmiş Bahar Mimozaları   | 1989      | Sabih                                       |            |                |

## Fordítás
- Ez a szócikk részben vagy egészben  a   Mehmet Günsür című török Wikipédia-szócikk fordításán alapul.  Az eredeti cikk szerkesztőit annak laptörténete sorolja fel. Ez a jelzés csupán a megfogalmazás eredetét és a szerzői jogokat jelzi, nem szolgál a cikkben szereplő információk forrásmegjelöléseként.